# Bennington County
Bennington County ist ein County im Bundesstaat Vermont der Vereinigten Staaten. Den Sitz der Countyverwaltung (County Seat) teilen sich Bennington und Manchester. Das U.S. Census Bureau hat bei der Volkszählung 2020 eine Einwohnerzahl von 37.347 ermittelt.

## Geographie
Das County grenzt im Süden an Massachusetts, im Westen an New York und hat eine Fläche von 1755 Quadratkilometern, wovon 4 Quadratkilometer Wasserfläche sind. Es grenzt im Uhrzeigersinn an folgende Countys: Rutland County, Windsor County, Windham County, Franklin County (Massachusetts), Berkshire County (Massachusetts), Rensselaer County (New York) und Washington County (New York).
Teile des Green Mountain National Forest und der White Rocks National Recreation Area befinden sich auf dem Gebiet des Countys.

## Geschichte
Bennington County war 1777 eines von zwei Gründungscounties von Vermont.

## Demografische Daten
Nach der Volkszählung im Jahr 2000 lebten im County 36.994 Menschen. Es gab 14.846 Haushalte und 9.917 Familien. Die Bevölkerungsdichte betrug 21 Einwohner pro Quadratkilometer. Ethnisch betrachtet setzte sich die Bevölkerung zusammen aus 97,75 % Weißen, 0,42 % Afroamerikanern, 0,20 % amerikanischen Ureinwohnern, 0,62 % Asiaten, 0,01 % Bewohnern aus dem pazifischen Inselraum und 0,21 % Prozent aus anderen ethnischen Gruppen; 0,80 % stammten von zwei oder mehr ethnischen Gruppen ab. 0,93 % der Bevölkerung waren spanischer oder lateinamerikanischer Abstammung.
Von den 14.846 Haushalten hatten 30,50 % Kinder und Jugendliche unter 18 Jahre, die bei ihnen lebten. 53,10 % waren verheiratete, zusammenlebende Paare, 10,10 % waren allein erziehende Mütter. 33,20 % waren keine Familien. 26,80 % waren Singlehaushalte und in 11,60 % lebten Menschen im Alter von 65 Jahren oder darüber. Die Durchschnittshaushaltsgröße betrug 2,41 und die durchschnittliche Familiengröße lag bei 2,91 Personen.
Auf das gesamte County bezogen setzte sich die Bevölkerung zusammen aus 23,70 % Einwohnern unter 18 Jahren, 7,70 % zwischen 18 und 24 Jahren, 26,30 % zwischen 25 und 44 Jahren, 25,70 % zwischen 45 und 64 Jahren und 16,70 % waren 65 Jahre alt oder darüber. Das Durchschnittsalter betrug 40 Jahre. Auf 100 weibliche Personen kamen 92,20 männliche Personen, auf 100 Frauen im Alter ab 18 Jahren kamen statistisch 87,90 Männer.

Das jährliche Durchschnittseinkommen eines Haushalts betrug 39.926 USD, das Durchschnittseinkommen der Familien betrug 46.565 USD. Männer hatten ein Durchschnittseinkommen von 31.982 USD, Frauen 23.632 USD. Das Prokopfeinkommen betrug 21.193 USD. 10,00 % der Bevölkerung und 7,00 % der Familien lebten unterhalb der Armutsgrenze. 13,40 % davon waren unter 18 Jahre und 7,90 % waren 65 Jahre oder älter.

## Städte und Gemeinden
Zusätzlich zu den selbständig verwalteten Gemeinden, die in der Liste aufgeführt sind, bestehen noch drei mit eigenständigen Rechten versehene Villages im County, die von der jeweils übergeordneten Towns mitverwaltet werden: Manchester Village, North Bennington und Old Bennington. Zudem gibt es für statistische Zwecke sechs Census-designated placees: Arlington, Bennington, Dorset, Manchester Center, Readsboro, South Shaftsbury sowie das Unincorporated Village Bondville.
| Ortschaft   | Status | Einwohner (2020) | Gesamte Fläche [km²] | Landfläche [km²] | Bevölkerungsdichte [Einwohner / km²] | Gründung      | Besonderheit   |
| ----------- | ------ | ---------------- | -------------------- | ---------------- | ------------------------------------ | ------------- | -------------- |
| Arlington   | town   | 2.457            | 109,9                | 109,9            | 22,4                                 | 28. Juli 1761 |                |
| Bennington  | town   | 15.333           | 110,1                | 109,9            | 139,5                                | 3. Jan. 1749  | 1. County Seat |
| Dorset      | town   | 2.133            | 123,9                | 123,8            | 17,2                                 | 20. Aug. 1761 |                |
| Glastenbury | town   | 9                | 115,2                | 115,2            | 0,1                                  | 20. Aug. 1761 |                |
| Landgrove   | town   | 177              | 23,6                 | 23,6             | 7,5                                  | 9. Nov. 1780  |                |
| Manchester  | town   | 4.484            | 109,5                | 109,4            | 41,0                                 | 11. Aug. 1761 | 2. County Seat |
| Peru        | town   | 531              | 96,8                 | 96,7             | 5,5                                  | 13. Okt. 1761 |                |
| Pownal      | town   | 3.258            | 121,0                | 120,3            | 27,0                                 | 8. Jan. 1760  |                |
| Readsboro   | town   | 702              | 94,5                 | 94,2             | 7,5                                  | 24. Apr. 1770 |                |
| Rupert      | town   | 698              | 115,5                | 115,5            | 6,0                                  | 20. Aug. 1761 |                |
| Sandgate    | town   | 387              | 109,3                | 109,2            | 3,5                                  | 11. Aug. 1761 |                |
| Searsburg   | town   | 126              | 55,9                 | 55,8             | 2,3                                  | 23. Feb. 1781 |                |
| Shaftsbury  | town   | 3.598            | 111,8                | 111,6            | 32,2                                 | 20. Aug. 1761 |                |
| Stamford    | town   | 861              | 102,6                | 102,4            | 8,4                                  | 3. März 1753  |                |
| Sunderland  | town   | 1.056            | 118,2                | 117,6            | 9,0                                  | 29. Juni 1761 |                |
| Winhall     | town   | 1.182            | 114,0                | 113,1            | 10,5                                 | 15. Sep. 1761 |                |
| Woodford    | town   | 355              | 123,3                | 122,9            | 2,9                                  | 6. März 1753  |                |